# Coupe de France 1934/35
Der Wettbewerb um die Coupe de France in der Saison 1934/35 war die 18. Ausspielung des französischen Fußballpokals für Männermannschaften. Für diesen Wettbewerb meldeten 568 Vereine.
Titelverteidiger war der FC Sète, der in diesem Jahr im Viertelfinale ausschied. Die Pokaltrophäe sicherte sich – bereits zum vierten Mal nach 1924, 1926 und 1927 – Olympique Marseille. Damit zog Marseille wieder mit Red Star gleich. Sein Endspielgegner Stade Rennes Université Club stand zum zweiten Mal nach 1922 im Finale, musste das Stadion aber erneut als Verlierer verlassen. Als erfolgreichster Amateurklub erreichte die US Quevilly die Runde der besten 16 Mannschaften.
Die 14 Zweitligisten mussten bereits vor der Runde der letzten 64 Teams die Qualifikation durchlaufen; drei von ihnen (SM Caen, Le Havre AC und RC Lens) blieben dabei vorzeitig auf der Strecke. Eine Pokalkommission setzte für Zweiunddreißigstel- und Sechzehntelfinale sämtliche Begegnungen fest; Erstligisten konnten in der ersten Runde nicht aufeinandertreffen. Dabei wurde für das Zweiunddreißigstelfinale auch das Heimrecht festgelegt; ab dem Sechzehntelfinale fanden die Spiele auf neutralem Platz statt. Ab dem Achtelfinale wurden die Paarungen frei ausgelost. Endete eine Begegnung nach Verlängerung unentschieden, kam es zu einem oder mehreren Wiederholungsspielen.

## Zweiunddreißigstelfinale
Spiele am 9., Wiederholungsmatches am 16. und 23. Dezember 1934. Die Vereine der beiden professionellen Divisionen sind mit D1 bzw. D2 bezeichnet; alle anderen waren Amateurklubs (ohne Angabe der jeweiligen Ligenstufe).
| - Stade Reims – AS Raismes 3:1 - FC Grasse – Olympique Alès D1 2:6 - AC Amiens D2 – SCO Angers 4:0 - CO Saint-Chamond – FC Antibes D1 1:1 n. V., 0:5 - AS Brest – FC Hispano-Bastidienne Bordeaux D2 3:2 - Stade Le Havre – USO Bruay 0:1 - Racing Calais D2 – US Boulogne 9:1 - Racing Roubaix D2 – ES Bully 3:1 n. V. - Red Star Olympique Paris D1 – Stade Quimper 5:1 - Olympique Lille D1 – ES Hayange 11:1 - FC Dieppe – Excelsior Roubaix D1 1:8 - AS Cannes D1 – US Annemasse 5:1 - Stade Rennes UC D1 – ES Juvisy 8:1 - US Valenciennes D2 – US Drocourt 7:1 - FC Rouen D2 – Stade Béthune 5:1 - OFC Charleville – US Tourcoing D2 0:1 | - AS Lorraine Nancy – Racing Strasbourg D1 0:2 - FC Sochaux D1 – AS Troyes 5:2 - FC Sète D1 – FC Mont-de-Marsan 5:0 - AS Villeurbanne D2 – Stade Enghien 3: 2 - UL Moyeuvre Grande – SC Fives D1 0:3 - AS Valentigney – AS Moulins 3:3 n. V., 0:0 n. V., 2:0 - AS Saint-Étienne D2 – ES Audenge 12:0 - Olympique Marseille D1 – RC Agathois Agde 3:1 - CS Metz D2 – Iris Club Lillois 9:0 - FC Annecy – SO Montpellier D1 0:7 - RC Arras – FC Mulhouse D1 1:3 - SC Nîmes D1 – Lyon OU 7:1 - CA Paris D2 – FC Bordeaux-Bouscat 3:0 - US Douarnenez – Racing Club Paris D1 1:9 - US Quevilly – Stade Morlaix 5:2 - US Saint-Servan D2 – L’Armoricaine Brest 5:0 |

## Sechzehntelfinale
Spiele am 6., Wiederholungsmatches am 10. bzw. 17. Januar 1935
| - FC Antibes D1 – AS Villeurbanne D2 1:0 - Red Star Olympique Paris D1 – AC Amiens D2 1:1 n. V., 1:0 - Excelsior Roubaix D1 – Racing Roubaix D2 2:1 - AS Cannes D1 – USO Bruay 1:0 - Stade Rennes UC D1 – AS Brest 4:2 - US Valenciennes D2 – Racing Strasbourg D1 1:0 - FC Rouen D2 – Olympique Alès D1 7:1 - FC Sochaux D1 – US Tourcoing D2 2:0 | - FC Sète D1 – AS Valentigney 4:1 - SC Fives D1 – US Saint-Servan D2 2:1 - Olympique Marseille D1 – SC Nîmes D1 1:0 - CS Metz D2 – AS Saint-Étienne D2 4:1 - SO Montpellier D1 – Olympique Lille D1 3:3 n. V., 3:1 - FC Mulhouse D1 – Racing Calais D2 6:1 - Racing Club Paris D1 – CA Paris D2 1:0 - US Quevilly – Stade Reims 2:1 |

## Achtelfinale
Spiele am 3. Februar 1935
| - FC Antibes D1 – Olympique Marseille D1 1:2 - Red Star Olympique Paris D1 – SO Montpellier D1 2:1 - Stade Rennes UC D1 – Excelsior Roubaix D1 4:2 - FC Rouen D2 – US Valenciennes D2 4:2 | - FC Sète D1 – FC Mulhouse D1 4:2 - SC Fives D1 – US Quevilly 4:0 - CS Metz D2 – AS Cannes D1 2:1 - Racing Club Paris D1 – FC Sochaux D1 2:7 n. V. |

## Viertelfinale
Spiele am 3. März 1935
| - Olympique Marseille D1 – FC Sochaux D1 3:0 - Red Star Olympique Paris D1 – FC Sète D1 2:0 | - Stade Rennes UC D1 – FC Rouen D2 1:0 - SC Fives D1 – CS Metz D2 2:1 |

## Halbfinale
Spiele am 7. April 1935
| - Olympique Marseille D1 – Red Star Olympique Paris D1 3:2 | - Stade Rennes UC D1 – SC Fives D1 3:0 |

## Finale
Spiel am 5. Mai 1935 im Stade Olympique Yves-du-Manoir in Colombes vor 40.008 Zuschauern
- Olympique Marseille – Stade Rennes UC 3:0 (3:0)

### Mannschaftsaufstellungen
Die Auswechslung von Spielern war seinerzeit noch nicht erlaubt.
Olympique Marseille: Laurent Di Lorto – Henri Conchy, Max Conchy – Max Charbit , Ferdinand Bruhin, Raymond Durand – Émile Zermani, Joseph Alcazar, Charles Roviglione, József Eisenhoffer, Vilmos „Willy“ Kohut
Trainer: Vinzenz Dittrich
Stade Rennes UC: Jean Collet – Georges Rose ,  Franz Pleyer – Jean Laurent, Carlos Volante, Gaston Gardet – Joseph Rouxel, Georges Boccon, Attilio Bernasconi, André Chauvel, Alexandre Cahours
Trainer: Josef Schneider
Schiedsrichter: Lucien Leclercq (Tourcoing)

### Tore
1:0 Roviglione (34.)

2:0 Kohut (38.)

3:0 Laurent (43., Eigentor)

### Besondere Vorkommnisse
Bei Marseille war als einziger Spieler des Pokalgewinns von 1927 Raymond Durand noch dabei. Hingegen fehlte Jean Boyer, bis dahin sogar vierfacher Gewinner der Coupe – dreimal davon mit OM –, verletzungsbedingt. Olympiques Gegner Rennes war stark gehandicapt, weil sein deutscher Torjäger Walter Kaiser im Halbfinale einen Knöchelbruch erlitten hatte – unmittelbar vor dieser Verletzung war ihm allerdings noch ein Treffer gegen den SC Fives gelungen.
Im Sechzehntelfinale war es zu einer Neuauflage des Roubaixer „Bruderduells“ gekommen, das zwei Jahre vorher als Pokalendspiel stattgefunden hatte; wie damals besiegte Excelsior den Lokalrivalen Racing auch in diesem Wettbewerb.